# Persicaria minor
Persicaria minor là một loài thực vật có hoa trong họ Rau răm. Loài này được (Huds.) Opiz miêu tả khoa học đầu tiên năm 1852.